# Coelogyne velutina
Coelogyne velutina är en orkidéart som beskrevs av Eduard Ferdinand de Vogel.
Coelogyne velutina ingår i släktet Coelogyne och familjen orkidéer. Inga underarter finns listade i Catalogue of Life.